# Brand’s Haide
Brand’s Haide ist eine Erzählung von Arno Schmidt (1914–1979). Die 1951 zuerst im Band Brand’s Haide zusammen mit Schwarze Spiegel veröffentlichte Erzählung wurde später gemeinsam mit Aus dem Leben eines Fauns und Schwarze Spiegel als zweiter Teil der Trilogie Nobodaddy’s Kinder neuveröffentlicht. Sie handelt von drei Flüchtlingen, die nach dem Krieg in einem Dorf in einem Wald ankommen und sich dort trotz existentieller Armut einzurichten versuchen. Der drastische Realismus der Schilderung wird dabei mit dem Auftreten von Naturgeistern und anderen fantastischen Elementen im namensgebenden fiktiven Waldstück Brand’s Haide sowie der romantischen Literatur vor allem Friedrich de la Motte Fouqués verwoben. Während Brand’s Haide literaturgeschichtlich entschieden zur deutschen Nachkriegsliteratur zu zählen ist, lässt sich die Erzählung innerhalb von Arno Schmidts Werk als ein Versuch verstehen, die romantische Fantastik seiner frühen Juvenilia der 1930er Jahre mit dem drastischen, häufig politischen Realismus zu verbinden, mit dem Schmidt Ende der 1940er Jahre die literarische Bühne betrat.

## Handlung
Wie andere Erzählungen und Romane Schmidts hat auch Brand’s Haide eine Spannung, die Helmut Heißenbüttel zufolge „als ununterbrochene Bemühung um Verständnis und Übereinstimmung bezeichnet werden kann. Diese Bemühung ist der eigentliche Inhalt der Erzählung.“ (Heißenbüttel, 1974, S. 50) Das Geschehen spielt sich dabei vornehmlich in der jeweiligen Hauptfigur selbst ab. So wie die Hauptfigur wahrnimmt, soll sie auch der Leser wahrnehmen. Der Leser wird zum intensiven Nachvollzug aufgefordert, was aber einer gewissen Übung bedarf und ein beträchtliches Allgemeinwissen verlangt. Das Erzählte ist also durch die Perspektive der Hauptfigur gefiltert.
Der Kurzroman ist in drei Teile untergliedert. Jeder Teil trägt seinen besonderen Titel. Der erste Teil ›Blakenhof oder die Überlebenden‹ umfasst 153 Abschnitte, der zweite ›Lore oder das spielende Licht‹ 137 und der dritte ›Krumau oder willst Du mich noch einmal sehen‹ 63 Abschnitte. Die erzählte Zeit umfasst einen Zeitraum von sechs Monaten und zwölf Tagen, nämlich vom 21. März bis zum 2. November 1946. Davon werden aber insgesamt nur 15 Tage selektiv dargestellt.

### Blakenhof oder die Überlebenden
Der am 16. April 1945 bei Vechta in Kriegsgefangenschaft geratene Unteroffizier Schmidt wird von den Behörden in das (fiktive) niedersächsische Dorf Blakenhof eingewiesen. Schmidt trifft dort am 21. März 1946 ein. Am Ortseingang trifft er einen älteren Mann, von dem er eine geografische Auskunft wünscht und zunächst ein interessantes Gespräch führt. Erstaunlicherweise weiß dieser nämlich von Friedrich de la Motte Fouqué, über den Schmidt Materialien für eine umfangreiche Biografie sammelt. Mit einem Gesuch des Landrats stellt sich Schmidt bei der Lehrerin des Dorfes, Frau Bauer, vor. Ihr Sohn Schorsch, selbst Lehrer, zeigt Schmidt „das Loch“, in dem er sich für die nächste Zeit einrichten muss. Während der Suche nach Handfeger und Kehrblech macht er die erste Bekanntschaft mit den gleich nebenan wohnenden Flüchtlingsfrauen Lore und Grete. Seine Anstrengungen, als Fremder an die begehrten Utensilien zu gelangen, bleiben zunächst erfolglos. Dann trifft er wieder den „Alten“, der ihm Handfeger und Kehrblech leiht und nebenbei gewisse Seltsamkeiten, die das nah dem Dorf gelegene Wäldchen betreffen, andeutet.
Am zweiten Tag seiner Anwesenheit im Dorf bemüht sich Schmidt um intensiveren Kontakt zu den beiden Flüchtlingsfrauen; insbesondere zu Lore bekommt er ein gutes Verhältnis. Er macht den beiden 32-jährigen vor allem durch sein ungeheures Wissen und seine Bildung enormen Eindruck. Gemeinsamen Gesprächsstoff liefert zudem die Tatsache, dass sie wie er Ostflüchtlinge aus Schlesien sind.
Am darauffolgenden Samstag sitzt Schmidt über Manuskripten zur Biografie Fouqués. Beim Lesen versucht der Lehrersohn Schorsch eine Unterhaltung mit Schmidt. Aber Schorsch scheint es mehr auf Lore abgesehen zu haben, die sich zu Schmidt gesetzt hat. Im Folgenden versucht Schmidt den Nebenbuhler auszuschalten, indem er Lore für die Biografie Fouqués zu interessieren sucht, was ihm auch gelingt. Lore wird ihm sogar zur Mitarbeiterin, die Texte kopiert. Schließlich gesellt sich auch der Dorfpfarrer Schrader zu dieser Gruppe. Schmidt befragt ihn gleich nach alten Kirchenbüchern, weil er darin etwas nachsehen will. Am Abend ist er mit Grete allein, da Lore vermutlich mit Lehrersohn Schorsch tanzen gegangen ist. Im Gespräch mit Grete gelingt es ihm, auch diese für die Idee, ihm als Mitarbeiterin zu helfen, zu faszinieren.
Der nun folgende Sonntag wird durch den Dialog mit Pfarrer Schrader, mit dem er auch Schach spielt, eingeleitet. Diesem gibt er sich „als Ungläubigen zu erkennen.“ Nach dem Mittagessen mit Lore und Grete verwickelt Schorsch Schmidt in ein Gespräch über Politik. Die beiden machen einen Spaziergang durchs Dorf zum Sportplatz, wo Schmidt den begeistert dem Fußballspiel Zuschauenden stehen lässt. Auf dem Rückweg trifft er im Dunkeln den „Alten“, dem er von seinen Fortschritten, die Fouqué-Biografie betreffend, erzählt. Der Alte erweist sich dabei als äußerst sachkundig, denn ohne dass Schmidt den Namen erwähnt hätte, verabschiedet sich der Alte mit dem Satz: „Na, dann viel Spaß noch für den Herrn Auen.“
Am fünften Tag des ersten Teils des Kurzromans wollen Lore und Grete Wäsche waschen. Schmidts spärliche Wäsche soll mitgewaschen werden. Für die nächtliche Waschaktion muss er noch Holz hacken. Während des Hackens kommt ein Paket. Es ist von seiner Schwester Lucy Kiesler aus den Vereinigten Staaten. Dieses wird nun von allen dreien ausgepackt. Bei der Gelegenheit vermacht Schmidt den beiden einige begehrte Sachen. Als Gegenleistung wollen Lore und Grete ihm den Gefallen tun, auf dem Schwarzmarkt einiges für ihn einzutauschen: Essgeschirr, Spind, Wäsche etc. Grete fährt zur Arbeit nach Krumau. Lore und Schmidt gehen schlafen und stehen in der Nacht zum Wäschewaschen wieder auf. Morgens um 7 Uhr 30 sind sie dank der tätigen Hilfe Schmidts fertig.

### Lore oder das spielende Licht
Während der erste Teil noch im kalten März spielt, springt der Erzähler nun mit dem zweiten Teil in den Juli desselben Jahres.
26. Juli 1946, es ist Hochsommer. Schmidt und Lore gehen in den Wald zum Pilze sammeln. Dabei kommen die beiden sich näher und als Grete später dazu kommt, nimmt sie „resigniert zur Kenntnis“, dass die beiden sich duzen. Der dann geschilderte Abend wird zu einer Schlüsselstelle des Kurzromans. Da Pfarrer Schrader „endlich die Kirchenbücher … rausgerückt“ hat, kann Schmidt sich nun an die Recherchen machen. Lore und Grete werden ihm dabei zu hilfreichen Mitarbeiterinnen. Grete schaut die Rubrik Geburten durch, Lore die Heiraten und Schmidt die Todesfälle. Die Kirchenbücher sind für Schmidt von Interesse, weil er daraus einiges Wissenswertes über den ersten Hauslehrer von Fouqué, Wilhelm Heinrich Albrecht Fricke und dessen Vorfahren, erfahren möchte. Der Vater der Mutter Frickes, der Gärtner Johann Wilhelm Auen, weist eine seltsame Biografie auf. Die merkwürdigen Begebenheiten der Zeit um 1730 hängen mit dem Wäldchen zusammen, das nahe dem Dorf liegt. Vieles, was der damalige Dorfprediger Overbeck in den Kirchenbüchern festgehalten hat, lebt auch heute noch im Aberglauben der Dorfbevölkerung fort.
Der folgende Tag, ein Samstag, bleibt sehr ereignisarm. Am Abend geht Schmidt mit Lore spazieren, nachdem diese die Einladung des Lehrers Bauer, mit ihr tanzen zu gehen, ausgeschlagen hat.
Am Sonntagmorgen  bringt er die Kirchenbücher zurück. Im Gespräch mit dem Pfarrer beweist er diesem seine Kenntnisse über „unangenehme Einzelheiten“ der Kirchengeschichte, womit er diesem (und dem Leser!) wieder einmal die Überlegenheit seines Intellekts und seiner Weltanschauung dokumentieren möchte. Daran schließt sich ein polemisch-ironischer Dialog mit dem Lehrer Bauer über Krieg, Politik und Ideale an, bei dem Schmidt mit seinem umfangreichen Wissen dem Lehrer völlig überlegen ist. In der Nacht stehen Lore und Schmidt auf. Sie wollen Äpfel stehlen. Auf dem Rückweg treffen sie im Wald noch den „Alten“. Als Schmidt am frühen Morgen zu Bett geht, hat er Schmerzen und einen unruhigen Schlaf. Lore rät ihm am Morgen, zum Bauer Apel zu gehen, um die Erkältung mit Schnaps auszukurieren. Wieder gerät er mit dem Lehrer in ein Streitgespräch, an dessen Ende Schmidt wieder Sieger bleibt. Schließlich schwingt er sich aufs Fahrrad und radelt zu Bauer Apel.
Den nächsten Tag steht er erst mittags auf. Es geht ihm aber schon besser, und am Abend kann er wieder mit Lore und Grete zum Holz stehlen gehen.

### Krumau oder willst Du mich noch einmal sehen
Der dritte Teil des Kurzromans beschreibt die letzten beiden Oktobertage und die ersten beiden Novembertage des Jahres 1946. Die Zeit wird hauptsächlich damit ausgefüllt, dass Schmidt den beiden Frauen aus Fouqué vorliest. Im weiteren Verlauf berichtet Lore ihm, dass sie sich nun doch entschlossen habe, nach Mexiko zu ziehen. Lore kapituliert vor der „gefährlichen Konkurrentin“, eine von Schmidt „idealisierte Lore mit viel wildem Geist. Fleisch auch, ja.“ Sie zieht das finanziell gesicherte Leben mit einem 61-jährigen Deutsch-Mexikaner dem Leben mit dem Dichter vor. Schmidt bringt Lore zum Bahnhof und bleibt allein zurück.

## Deutungsansatz
Als Arno Schmidt den Kurzroman schreibt, ist er nebenbei mit seinen intensiven und umfangreichen Recherchen zu der Biografie des Romantikers Friedrich Baron de la Motte Fouqué beschäftigt. In „Brand’s Haide“ liegt dann auch eine eigentümliche Verschränkung von biografischem Material aus Schmidts und Fouqués Leben vor.
Der Kurzroman weist tagebuchähnliche Züge auf.
In der Fouqué-Biografie, die erstmals 1958 veröffentlicht wird, zeigt Arno Schmidt verschiedene Schlüsselerlebnisse des romantischen Dichters auf, die in dessen Werken verarbeitet sind. So liegt zum Beispiel dem „Alethes“, von dem in „Brand’s Haide“ große Strecken vorgelesen werden, die Erfahrung der enttäuschenden Ehe Fouqués mit seiner zweiten Frau Caroline zu Grunde.
Erstmals wird Brand’s Haide bei Adelung erwähnt. Es bezeichnet dort eine Landschaft, die sich im Fläming, einem Mittelgebirgszug nördlich der Elbe zwischen Coswig und Magdeburg befindet. Diese Landschaft besteht vorwiegend aus Wald, Moor und Heide. Ihren Namen hat sie nach Benno Friedrich Brand von Lindau, der seinen Herrensitz auf Wiesenburg/Mark hatte.
Der junge Fouqué musste als Knabe des Öfteren seine Eltern begleiten, wenn diese von Sakrow, dem Wohnsitz der Fouqués, nach Lauchstädt wollten. Wegen ihrer Grenzlage diente Brand’s Haide „manchem Schmuggler- und Raubgesindel“ als Aufenthaltsort. Der erste Hauslehrer Fouqués, Wilhelm Heinrich Albrecht Fricke, soll nach Meinung von Arno Schmidt von besonderer Bedeutung gewesen sein. Die Eltern und Großeltern Frickes stammten tatsächlich aus der Gegend in der Lüneburger Heide, in der der Kurzroman spielt. Die Ähnlichkeiten der Landschaften (Brand’s Haide und Lüneburger Heide), die Verbindung über den Hauslehrer Fricke, weitere Assoziationen bezüglich Fouqué und die Tatsache, dass – neben dieser Verarbeitung im Roman – Arno Schmidt sich tatsächlich mit der Biografie Fouqués „als ewigem Lämpchen“ beschäftigt, um darüber später einen „biografischen Versuch“ zu veröffentlichen, bilden zusammengenommen den Anlass, den Roman mit „Brand’s Haide“ zu betiteln.
Die Montage- und Collagetechnik Arno Schmidts hat nach Meinung von Wolfram Schütte auffallende Ähnlichkeiten mit den „Projektionen und Reflexionen, Spiegelungen und Zerrspiegel-Versionen, Staffelungen und Überlagerungen, Bild-im-Bild-Verfahren“ des Malers Eberhard Schlotter, „dem einzigen Bildenden Künstler, der zu Schmidt und zu dem Schmidt intensive persönliche und künstlerische Beziehungen unterhielt“. „Das Gesamtwerk als ein komplizierter Zusammenhang wird in solcher Verschränkung von Anspielung, kryptischem Zitat und (…) Auflösung auch in den Stoff-Anleihen bei Fouqué deutlich: …“ (Huerkamp, 1981, S. 329) Die bewussten Verschachtelungen und Verschränkungen, die „zitierend-analytische Montage von Partikeln vielseitiger kultureller Herkunft“ bringen über die authentischen Beschreibungen von Erfahrungen Schmidts im Nachkriegsjahr 1946 hinaus „als eine Art Abfallprodukt seiner Fouqué-Forschungen“ diesen Roman hervor. Solche Verschränkungen bleiben nicht auf die verschiedenen Zeitebenen beschränkt, sondern lassen sich auch am Beispiel von Orten, Personen, Motiven aus der Literatur und Kunst nachweisen.

## Rezeption im Buchhandel
Auf eine Umfrage des Spiegel im Sommer 1952 teilte der Rowohlt-Verlag zu Brand’s Haide mit, „neue, so stark experimentell arbeitende Autoren … [seien] immer erst in jahrelanger Arbeit durchzusetzen.“ Der Spiegel reihte Brand’s Haide in die zwölf Titel umfassende Rubrik mit der Überschrift „Die nichtgefragtesten Bücher des Jahres“ ein.

## Ausgaben
- Arno Schmidt: Brand’s Haide. In: Arno Schmidt: Brand’s Haide. Zwei Erzählungen. Rowohlt, Hamburg 1951, S. 5–152 (Erstausgabe).
- Arno Schmidt: Brand’s Haide. In: Arno Schmidt: Nobodaddy’s Kinder. Trilogie. Aus dem Leben eines Fauns, Brand’s Haide, Schwarze Spiegel. Rowohlt, Reinbek bei Hamburg 1963 (Erstausgabe als Trilogie).
- Arno Schmidt: Brand’s Haide. In: Arno Schmidt: Werke. Bargfelder Ausgabe. Werkgruppe I, Band 1, Haffmans, Zürich 1987, S. 115–199 (maßgebliche Ausgabe).

## Hörspielbearbeitung
- Brand’s Haide. Hörspiel mit Ulrich Wildgruber, Juliane Köhler, Jacqueline Macaulay. Bearbeitung und Regie: Klaus Buhlert. BR Hörspiel und Medienkunst 1998. Länge 71'20. Als Podcast/Download im BR Hörspiel Pool.[4]